# Bruno Bergonzi
Pour les articles homonymes, voir Bergonzi.
Bruno Bergonzi (né à Milan le 28 août 1958) est un batteur, compositeur, chanteur, réalisateur artistique et arrangeur musical italien. En tant d'artiste, il a utilisé son vrai nom et des pseudonymes, tels que « Brebu »; il s'est aussi signé comme « B. Bergonzi », « Bergonzi », et « Bruno ».

## Biographie
Son père Renzo est percussionniste. Au Conservatoire Giuseppe Verdi de Milan il a été élève de Franco Campioni et il a joué en tant que timbalier dans l'orchestre du Conservatoire.
Il a travaillé comme « session man » avec des orchestres, des groupes et des chanteurs, italiens et étrangers, parmi lesquels Mina, Adriano Celentano, Eros Ramazzotti, Antonello Venditti, Raf, Gianna Nannini, Gianni Morandi, Angelo Branduardi, Ornella Vanoni, Renato Zero, Roberto Vecchioni, Franco Battiato, Delta V, Jair Rodrigues, Jonathan Chandra Pandy, Raul Malo, Lucio Fabbri, Er Piotta, Afrika Bambaataa, Mic Murphy, Ky-Mani Marley, Carlos Bess, Gordon Grody, Giusto Pio, Mario Guarnera, Luca Barbarossa, Carla Bissi, Franco Godi, Garbo, Alberto Camerini, Bruno Lauzi, Claudio Sanfilippo (it), Giorgio Conte, Renato Pareti, Treves Blues Band, Cooper Terry, Gilbert Montagné, Steve Piccolo, Gianni Togni, Peter Richard, Filippo Malatesta, Mino Di Martino, Jo Squillo, Lu Colombo, Rockets, Leano Morelli, Bernardo Lanzetti, Enrico Intra, Peter Van Wood, Del Newman, P. Lion, Kano, Firefly, Pink Project, Raynard Jay, Sahara Simon, Mark V., Dragon, Diana Est, Gaucho, Kim & The Cadillacs, Francesco Messina, Giuseppe « Baffo » Banfi, Passengers, Stradaperta.

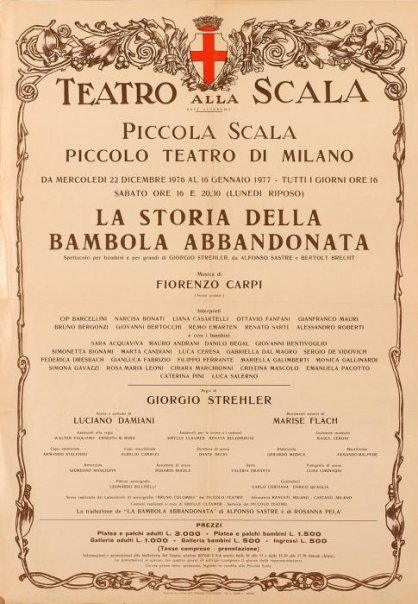
Strehler-Sastre-Brecht, La storia della bambola abbandonata.

Pendant la saison 1976-1977, il s'est produit à la Piccola Scala de Milan, en tant qu'acteur et musicien, avec Giorgio Strehler, dans la pièce La storia della bambola abbandonata (it) que Strehler a tiré de Alfonso Sastre et de Bertolt Brecht. Le 6 janvier 1977, ce spectacle a été retransmis en direct sur RAI2,.
En 1978, il a participé, en tant que batteur du corps de danse de la RAI, à la réalisation de Macario Più, programme de télévision diffusé par RAI1 et réalisé par Erminio Macario, avec des protagonistes du spectacle, comme Sandra Mondaini, Rita Pavone et Marisa Del Frate. La mise en scène était de Vito Molinari.

### Dhuo
En 1984, il a créé avec Mike Logan un projet artistique et musical international appelé Dhuo qui, dans la catégorie les « Nuove Proposte », a participé au Festival de Sanremo du 1984,, et a publié l'album Overflow, avec l'étiquette Compagnia Generale del Disco (CGD) en Italie et en Allemagne, Disques Barclay en France, Sire Records aux États-Unis et King Records au Japon. Toujours en 1984, comme Dhuo, Bruno Bergonzi a conçu et publié le premier CV Disc (Computer Vision Disc) Rome by Night.
En 1984 la chanson "Walkin'" était l'indicatif de Tatort, la série télévisée policière des chaînes allemande ARD.

### Italo disco
Bruno Bergonzi appartient au groupe de musiciens italiens qui dans les années 1980 ont choisi le style de l'italo dance o italo disco : un style musical qui avait l'objectif de conquérir les marchés internationaux et qui fut particulièrement apprécié en Europe et aux États-Unis. Il a fait partie du groupe "Beppe Starnazza e i Vortici", lancé par le programme de télévision Mister Fantasy (Rai 2), présenté par Carlo Massarini (it).

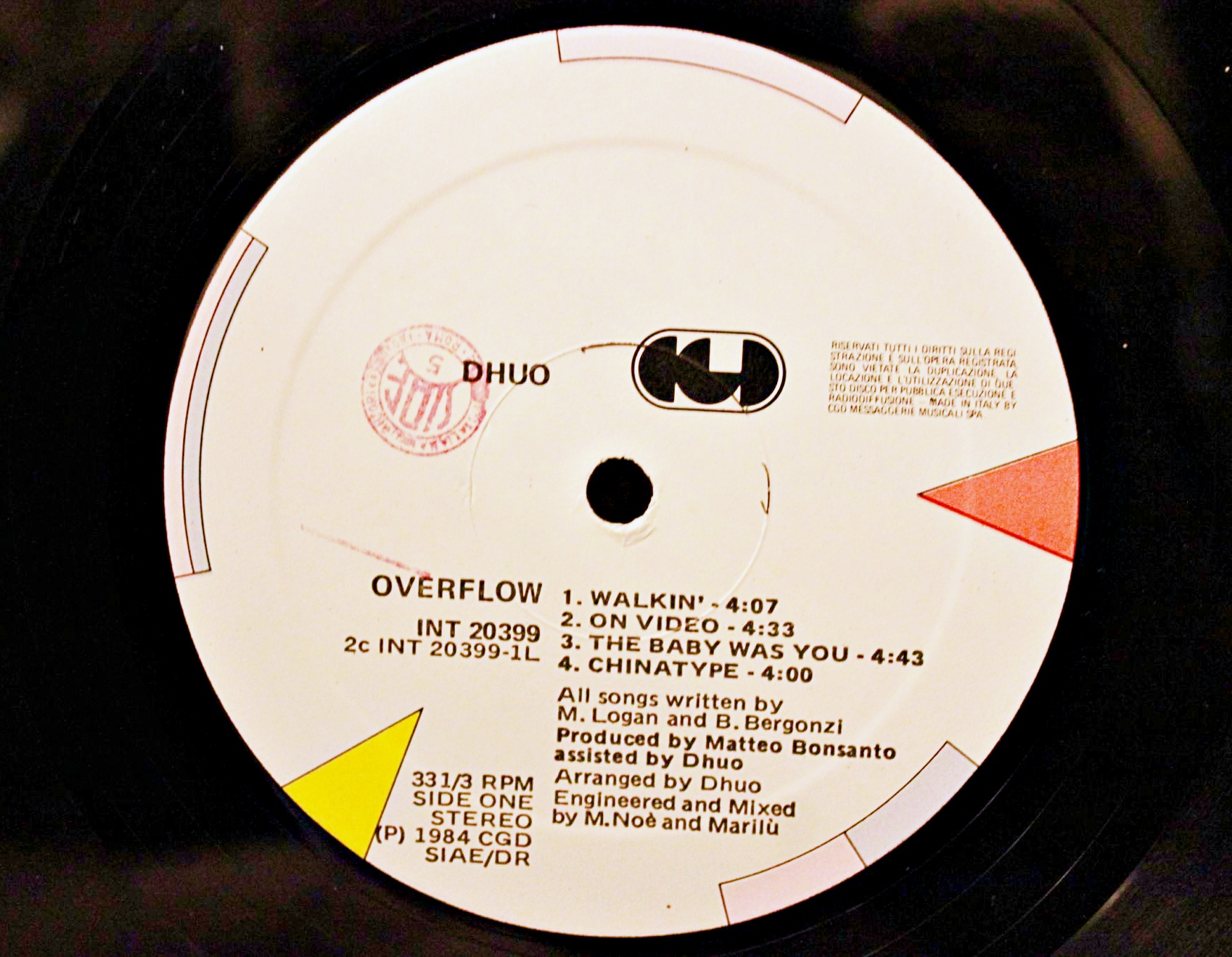
Album Overflow Dhuo.

Il a collaboré en 1982 au premier single de la chanteuse Lu Colombo, intitulé Maracaibo; toujours en 1982, avec Piero Cairo, il a composé et publié pour la Fonit Cetra la chanson Rainbow, qui sera insérée en 1986 dans le feuilleton télévisé de la RAI La Valle dei pioppi, une coproduction italo/franco/suisse, en 52 épisodes, avec Rossano Brazzi et Philippe Leroy.
En 1987, il a composé et réalisé des musiques pour la publicité de whisky J&B. La bande sonore fut transformée en chanson pour la Fonit Cetra et publiée en 45 tours sous le titre Tide in The Night. En 1992, dans le rôle de manager créatif de la Sony/ATV Music Publicshing Italy, il a collaboré avec Luciano Pavarotti, Ornella Vanoni, Mina, Adriano Celentano, Riccardo Fogli.
En 1997 il a collaboré à la réalisation du premier album et du tour Spazio du "Delta V" (un groupe formé par Carlo Bertotti, Flavio Ferri et Francesca Touré). Il a composé, avec Enrico Ruggeri et Michele Vicino (it), la chanson de l'album de Patty Pravo Strada per un'altra città. Avec Ruggeri et Vicino il a composé aussi les chansons La luce in me, interprétée par Annalisa Minetti, Océan Luce interprétée par Cecilia Chailly et La la love you interprétée par L@ra. Il a collaboré comme batteur à l'album, au tour et à la vidéo des "Delta V" Monaco 74 (2001). Il a participé à la réalisation de Ama, l'album de Cecilia Chailly publié en 2002.

### Le Procès contre Prince
Un long procès a opposé Bergonzi et Vicino à Prince, dont la chanson The Most Beautiful Girl in the World, publiée en 1993, a été considérée comme identique à Takin' Me to Paradise (it), écrite par Bruno Bergonzi et par le compositeur et guitariste Michele Vicino et publiée en 1983. Le 5 décembre 2007 Prince a été condamné pour plagiat, en deuxième instance, par arrêt de la Cour d'Appel de Rome. La condamnation définitive a été prononcée par la Cour de Cassation de Rome en mai 2015. La Cour a établi qu'à Bergonzi et à Vicino doivent être versés les droits d'auteur et reconnus des dommages moraux,,,.

### Activité sportive. Kendo
Après une expérience dans une équipe milanaise de basketball, Bruno Bergonzi a découvert le kendo qui était peu pratiqué en Italie. Avec le club Tengukan Milano, il a participé au Championnat d'Italie Kendo 1988, à Abano Terme, et il a battu Paul Viesti, du Kenyukai Novara, dans la finale pour le titre italien Kyu. À Londres, pendant le « Mumeishi Three S" » (International Kendo Clubs Championships, 12 novembre 1988), l'équipe du Tengukan Milano, composée par Masa Katsukawa (3e dan) et par Luciano Ossena et Bruno Bergonzi (1er Kyu) et entraînée par Claudio Regoli, a remporté le titre. En particulier, Bergonzi a battu Johnny Mulas du Kodokan Alessandria.

### Livres de poésie
Bruno Bergonzi a publié des livres avec des poèmes inspirés à la musique et au haiku japonais:
- Assenza Presenza, Milan, Bevivino, 2006.
- (en + ja + it) Per niente al mondo, Milan, La Vita Felice, 2010.
- Maggio : Poesia per musica immaginata, introduction d'Isabella Bossi Fedrigotti, Milan, La Vita Felice, 2017.

## Discographie

### En tant que leader ou coleader
Avec les Sunflower (Baffo Banfi)
- 45 tours :
- 1981 : Love Is Magic - F1 Team, DM 917 et  P 581 (musicien, batteur)

Avec Michele Vicino
- 45 tours :
- 1983 : Takin' me to Paradise chantée par Raynard J. - System Music

Avec les Dhuo
- Album studio :
- 1984 : Overflow  - CGD, Barclay, Sire Records, King Records (chanteur, arrangeur musical, batteur)
- 45 tours :
- 1984 : Walkin'/Chinatype - CGD
  -  : Rome By Night/On Video
- 1985 : Jolaine/Broken Dreams
  -  : The Baby Was You

Avec les Bonaventura
- 45 tours :
- 1986 : Fantasy
  -  : Tropicana

### En tant que sideman

#### Albums
- 1981 : Garbo, A Berlino... va bene - EMI
  -  : Luca Barbarossa, Luca Barbarossa - Fonit Cetra
  -  : Baffo Banfi, Hearth
  -  : Mino Reitano, Alla mia gente
- 1982 : Gianni Morandi, Morandi - RCA Italiana
  -  : Mina, Italiana - PDU/EMI
  -  : Pink Project, Domino - Baby Records
  -  : Den Harrow, To Meet Me
  -  : Brother Ephraim, Love Meditation - Afrodisia
- 1983 : Gianni Togni, Gianni Togni - CGD
  -  : Kano, Another Life - Full Time
  -  : Mina, Mina 25 (pour Giuro di dirti la verità et Magia) - PDU
  -  : Ornella Vanoni, Uomini - CGD (programmeur LinnDrum[6])
  -  : Pierangelo Bertoli, Frammenti - CGD
  -  : Gino D'Eliso, Cattivi pensieri
  -  : Pink Project, Split
  -  : Stradaperta, Figli dei figli della guerra - IT Records
- 1984 : Gilbert Montagné, Liberté - Baby Records/Carrere
  -  : Jair Rodrigues, Io e Te
  -  : Roberto Vecchioni, Il grande sogno - CGD
  -  : P. Lion, Springtime
- 1985 : Eros Ramazzotti, Cuori agitati - La Drogueria di Drugolo
- 1989 : Marina Barone, Cherchez la femme - Duck Rec
- 1991 : Marina Barone, Marina Barone - Duck Rec
- 1992 : Marina Barone, Le stagioni del cuore - Duck Rec
- 1997 : Delta V, Spazio - Casa Ricordi
- 1998 : Marina Barone, Fragiles - Duck Rec
  -  : Patty Pravo, Notti, guai e libertà - Sony Music
- 1999 : Patty Pravo, Patty Live '99 (Albums live) - Sony Music
- 2001 : Delta V, Monaco '74
- 2002 : Cecilia Chailly, Ama - Sony Music
- 2003 : Claudio Sanfilippo, I Paroll Che Fann Volà - Maxine Records

#### 45 tours
- 1980 : Leano Morelli, Musica Regina - Philips
  -  : Mario Guarnera, Vanessa ha quattro anni - WEP
- 1981 : Leano Morelli, Angela - Philips
  -  : Sunflower, Love is Magic - Panarecord
- 1982 : AA.VV., Rainbow - Fonit Cetra
  -  : Adriano Celentano, Bingo Bongo - Clan Celentano
  -  : Diana Est, Tenax - Casa Ricordi
  -  : Lu Colombo, Maracaibo - Carosello Records
- 1983 : Bo' Bellow, Knockin’ - Many Records
  -  : Den Harrow, A Taste of Love et To Meet Me - Carrere
  -  : P. Lion, Happy Children - Carrere
  -  : Sahara Simon e Kano, Turn Another Page - System Music
  -  : Kex, Go Go Go
  - Deborah Kinley : Guerrilla - Many Records
- 1984 : Alberto Camerini, La bottega del caffè/Pizza break - CBS
  -  : Koxo, Shake it Up - CGD
  -  : Raf, Self Control - CBS
  -  : Eros Ramazzotti, Terra promessa - La Drogueria di Drugolo
  -  : Sahara Simon e Kano, Carry On - Baby Records
  -  : Big Ben Tribe, Hot Love/Hea Hea - Zanza Records
  -  : Jair Rodrigues, Io e Te - CGD
  -  : ES Connection : Don't Take Your Time - Hiss Records
- 2000 : Piotta, La mossa del giaguaro - La Grande Onda
- 2001 : L@ra, Baylì Baylà - Epic, Sony Music
- 2002 : Adelante, Jamaican Wine - Sony Music/BMG
- ? : Donatella Tessuto, Lisa dagli occhi blu - Duck Gold

### Collaborations
Avec les Dragon
- 1980 : Dragon (album studio) - Best Sound
  -  : Citty Music/Down On My Kness (45 tours)

Avec Piero Cairo
- 1982 : Rainbow (45 tours)

Avec les Gaucho
- 1983 : Dance Forever (album studio)

Avec Francesco Messina
- 1984 : Francesco Messina, Medio Occidente (album studio) (percussionniste, programmeur LinnDrum)

Avec les Sheik Sphere
- -  : Deep Freeze - Mix Totale Records (batteur et keyboard programmiste)[note 12]

Avec les Classe II B
- -  : Saluti da... Classe II B (45 tours) - Ricordi (programmeur LinnDrum)

Avec Luca Venturi (albums studio)
- ? : Luce rossa - Duck Record (chanteur, batteur, arrangeur musical, percussionniste)
- ? : Al bar con gli amici - Duck Record (chanteur, batteur, arrangeur musical, percussionniste, producteur artistique)

Avec les Nonfirmato (45 tours)
- 1995 : King Arthur And The Round Table
  -  : Ran

Avec Enrico Ruggeri et Michele Vicino (45 tours)
- 1998 : Patty Pravo, Strada per un'altra città/Sweet love - Sony Music
- 1999 : Annalisa Minetti, La Luce in Me - Sony Music
- 2000 : L@ra, La La Love You - Epic, Sony Music

### Tours
- 1978 : Alberto Camerini - Cramps Records
- 1979 : Gianna Nannini (Italie/Germanie) - Dischi Ricordi
- 1980 : Antonello Venditti[note 13]
- 1981 : Beppe Starnazza e i Vortici - CBS
- 1997 : Delta V
- 2001 : Delta V

### À la télévision
- 1978 : Macario Più - (RAI1)
- 1982 : Mister Fantasy - (Renato Zero en Viva la Rai!) (RAI1) avec "Beppe Starnazza e i Vortici".
- 1984 : Discoring - (Fininvest) avec "Dhuo".
  -  : Special di Enrico Ruggeri e i Dhuo - (Rai 3)[note 14].
  -  : Pronto, Raffaella? - (Rai 1) avec "Dhuo".
- 2001 : Festivalbar - (Mediaset) - avec "Delta V" (Un'estate fa)[note 15].
  -  : Quelli che il calcio - (Rai 2) - avec "Delta V" (Un'estate fa).